# Aïn el Amara
Aïn el Amara est une source située dans la province d'El Bayadh en Algérie, à 400 km au sud d'Alger. 
Aïn el Amara est situé à 826 mètres d'altitude dans une vallée peu peuplée, de 2 habitants au kilomètre carré. La communauté principale la plus proche est Brezina, à 8,4 km au nord-est d'Aïn el Amara. 
La zone autour de Aïn el Amara présente peu ou pas de végétation car le climat y est désertique. La température moyenne annuelle dans le secteur est de 21 °C. Le mois le plus chaud est juin, avec une température moyenne de 32 °C, et le plus froid est janvier avec 8 °C. Les précipitations annuelles moyennes sont de 350 millimètres. Le mois le plus humide est novembre, avec 68 mm de précipitations en moyenne, et le plus sec juin, avec 8 mm de précipitations.
Aïn el Amara